# Firmicus bimaculatus
Firmicus bimaculatus là một loài nhện trong họ Thomisidae.
Loài này thuộc chi Firmicus. Firmicus bimaculatus được Eugène Simon miêu tả năm 1886.